# Roger Olmos
Roger Olmos Pastor (Barcelona, 23 de diciembre de 1975) es un ilustrador español.

## Biografía
Se acerca al mundo de la ilustración desde muy joven, cuando queda fascinado por los libros que tiene su padre en su estudio, y particularmente por los libros ilustrados por Brad Holland, Caza y Brian Froud, que prefiere a los que tiene él “para su edad”. Se especializa en ilustración en la Escuela de Artes y Oficios Llotja Avinyó de Barcelona en 2000 y, después de un aprendizaje de seis años como ilustrador científico en el Institut Dexeus, terminado en 1999, decide dedicarse a la ilustración de libros para niños, inspirado por esos ilustradores que tanto lo habían encantado de pequeño.
En 1999 es seleccionado en la Feria Internacional del libro infantil de Bolonia, donde encuentra su primer editor, Kalandraka. En 2000 publica su primer libro, Tío Lobo, que en 2002 es incluido en la selección White Ravens de la Internationale Jugendbibliothek de Múnich.
Desde entonces ha publicado más de 90 títulos a nivel nacional e internacional para editoriales como: Edelvives, Random House Mondadori, Macmillan, Kalandraka, Oqo Editora, Ediciones B, La Galera, Teide, Baula, #logosedizioni, Bromera, Editions 62, Alfaguara, Planeta, Anaya… Tiene experiencia también como ilustrador en distintos proyectos de publicidad, televisión y cine y prensa.
Vegano y animalista, colabora activamente con FAADA (Fundación para el asesoriamento y acción en defensa de los animales). De su elección de vida, y de la colaboración con FAADA y la editorial italiana #logosedizioni, nacieron el libro Sinpalabras (2014), valorado por nombres de la talla de Jane Goodall y J.M. Coetzee y que él mismo define “uno de los libros más importantes y personales de mi carrera”, y Amigos (2017).
Además de intervenciones y charlas para el Instituto Cervantes por sus numerosos centros por todo el mundo, Roger Olmos ha colaborado en el máster universitario en Libro ilustrado e animación audiovisual de la Facultad de bellas artes de la Universidad de Vigo y enseñado en diversos cursos en academias como la Fine Art Factory en Martina Franca, Italia y la escuela de ilustración en la Escola de la Dona Francesca Bonnemaison de Barcelona o la academia Ars in Fabula de Macerata, Italia.

## Premios y reconocimientos
- 1999, 2002 y 2005: Seleccionado para la Exposición de ilustradores de la Bologna Children’s Book Fair
- 2002: Selección White Ravens (Tío lobo, Kalandraka)[9]
- 2004: Selección White Ravens (El Libro de las fábulas, Ediciones B)[10]
- 2006: Mención especial White Ravens (La cosa que más duele del mundo, OQO)[11]
- 2006: Premio Llibreter de Álbum Ilustrado (La cosa que más duele del mundo, OQO)
- 2006: Selección Ilustrarte, Portugal
- 2008: Premio Lazarillo de Álbum Ilustrado (El príncipe de los enredos, Edelvives)[12]
- 2011, 2013, 2015 y 2017: Seleccionado en la Bienal de ilustración infantil de Bratislava
- 2013: Premio Hospital Sant Joan de Déu (La màquina de pessigoles, la Galera)
- 2014: Premio al mejor álbum ilustrado editado del 2014, otorgado por el Ministerio de Educación Cultura y Deporte de España (Regálame un beso, Pengüin Random House Mondadori)[13]
- 2015: Premio al mejor álbum ilustrado editado del 2015, otorgado por el Ministerio de Educación Cultura y Deporte de España (La leyenda de Zum,  Nubeocho ediciones)
- 2015: Premio 400Colpi, Torredilibri (Senzaparole, #logosedizioni)
- 2017: Seleccionado para formar parte en la selección del panorama ilustradores más representativos de Cataluña, como comunidad invitada en la Bologna children’s book fair[14]

## Exposiciones personales (selección)
- 2014, Pequeños catálogo de instantes de felicidad – Barberá del Vallés
- 2014, Senzaparole – Biblioteca Delfini, Módena
- 2014, Sinpalabras – Panta Rhei, Madrid
- 2015, Sinpalabras – AnimaNaturalis, Barcelona
- 2015, Roger Olmos. Illustrator – Kinderboekenmarkt, La Haya
- 2016, Cosimo. Exposición al aire libre por #logosedizioni & CHEAP – via Indipendenza, Bolonia[15][16]
- 2016, Cosimo. Exposición de originales – Family Palace, Lucca Comics & Games, Luca
- 2017, Amigos. Exposición al aire libre por #logosedizioni & CHEAP – via dell’Abbadia, Bolonia[17]
- 2018, Cosimo – Mirabilia Art Gallery, Bolonia
- 2018, Lucia – Mirabilia Art Gallery, Bolonia
- 2018, Lucia. Exposición al aire libre por #logosedizioni & CHEAP – via Indipendenza, Bolonia
- 2018, Lucia – Premio letterario Giuseppe Dessì, Ex Mulino Cadoni, Villacidro[18]
- 2019, Un poquito de media vida – LAVA, Valladolid[19]
- 2019, Ilustrando la mala suerte – Fundación BilbaoArte, Bilbao[20]
- 2021, Roger Olmos: Amici per la pelle. Exposición al aire libre por CHEAP – via dell’Indipendenza, Bolonia[21]
- 2023, Cosimo. Exposición de originales – Biblioteca Paolo Borsellino, Como[22]
- 2023, Roger Olmos: La forza dei forti – Modo Infoshop, Bolonia[23]

## Exposiciones colectivas (selección)
- 2000, Bären – Internationale Jugendbibliothek, Múnich
- 2014, Latin Beat Film Festival – T-Site Daikanyama, Tokio
- 2015, Imaginarius – Las Naves, Valencia
- 2017, Vidas ilustradas – València Capital Animal, Centre del Carme Cultura Contemporània, Valencia
- 2018, Los ilustrados de Ornamante – Ornamante Lab-Shop, Barcelona
- 2019, Milagros. Instituto Cervantes – Roma[24]
- 2019, Milagros. Instituto Cervantes – Nápoles[25]
- 2019, Almost Tales – Afnakafna palestra d’arte, Roma[26]
- 2020, Tres tristes tigres – Galería Espacio 0, Huelva[27]

## Obra
- 2000, Tío lobo (textos de Xosé Ballesteros), Kalandraka, España
- 2001, El quadre més bonic del món (textos de Miquel Obiols), Kalandraka, España
- 2003, En el mar de la imaginación (textos de Rafael Calatayud), Edelvives, España
- 2003, El libro de las fábulas, Ediciones B, España
- 2003, Las trenzas del abuelo (textos de Nuria Figueras), Kalandraka, España
- 2004, Lazarillo de Tormes (adaptación del texto por Luis García Martín), Edelvives, España
- 2005, Concierto para animales (textos de Andrés Valero Castells), Kalandraka, España
- 2005, La cosa que más duele en el mundo (textos de Paco Liván), OQO, España
- 2006, L’orquestra de la Clara (textos de Elisa Ramón), Baula, España
- 2006, La cabra boba (textos de Pep Bruno), OQO, España
- 2006, ¡Sígueme! (una historia de amor que no tiene nada de raro) (textos de José Campanari), OQO, España
- 2007, The Thing that Hurts Most in the World (textos de Paco Liván, traducción de Mark W. Heslop), OQO, España
- 2007, The Silly Nanny Goat (textos de Pep Bruno, traducción de Mark W. Heslop), OQO, España
- 2007, Cleta, un regal del mar (textos de Joan Vila i Vila), Baula, España
- 2007, Una pluma de cuervo blanco (textos de Pepe Maestro), Edelvives, España
- 2007, La capra matta (textos de Pep Bruno, traducción de Anna Barella Sciolette), #logosedizioni, Italia
- 2007, La cosa che fa più male al mondo (textos de Paco Liván, traducción de Fabio Regattin), #logosedizioni, Italia
- 2008, Follow me! (A Love Story that isn’t Strange at All) (textos de José Campanari, traducción de Mark W. Heslop), OQO, España
- 2008, La Múnia dorm sota la manta (textos de Juan Krutz Igerabide), Animallibres, España
- 2008, La llegenda de Sant Jordi (adaptación del texto por Josep Francesc Delgado), Baula, España
- 2008, El cuadro más bonito del mundo (textos de Miquel Obiols), Kalandraka, España
- 2008, Il quadro più bello del mondo (textos de Miquel Obiols, traducción de Elena Rolla), Kalandraka, Italia
- 2008, Sherlock Holmes y el caso de la joya azul (adaptación del texto por Rosa Moya), Lumen, España
- 2008, La reina Victoria (textos de Lytton Strachey, traducción de Silvia Pons Pradilla), Lumen, España
- 2009, El príncep dels embolics (textos de Roberto Aliaga), Baula, España
- 2009, El príncipe de los enredos (textos de Roberto Aliaga), Edelvives, España
- 2009, Chevalier Auguste Dupin y la carta robada (adaptación del texto por Rosa Moya), Lumen, España
- 2009, Las aventuras de Tom Sawyer (adaptación del texto por Rosa Moya), Lumen, España
- 2009, La cara oculta de (la llegada del hombre a) la Luna (textos de Lewis York), Lumen, España
- 2009, El Mosquito (textos de Margarita del Mazo), OQO, España
- 2010, Un camaleón en la escuela de gatos (textos de Roberto Aliaga), Edebé, España
- 2010, El gat de Montmartre (textos de Joseph Lluch), Estrella Polar, España
- 2010, Entresombras y el circo ambulante (textos de Roberto Aliaga), Macmillan Education Iberia, España
- 2010, Entresombras y la llave maestra (textos de Roberto Aliaga), Macmillan Education Iberia, España
- 2010, Un cuento lleno de lobos (textos de Roberto Aliaga), OQO, España
- 2010, Andrés cabeza abajo (textos de Pablo Albo), OQO, España
- 2010, Mosquito (textos de Margarita del Mazo, traducción de Mark W. Heslop), OQO, España
- 2011, Superhéroes (textos de Roberto Aliaga), Anaya, España
- 2011, El botó de Nacre (textos de Joan de Deu Prats), Baula, España
- 2011, Roger Olmos. Catalogo, #logosedizioni, Italia
- 2011, Besos que fueron y no fueron (textos de David Aceituno), Lumen, España
- 2011, Entresombras y el viaje del fin… de curso (textos de Roberto Aliaga), Macmillan Education Iberia, España
- 2012, A Chameleon in Cat School (textos de Roberto Aliaga), Edebé, España
- 2012, Storia del bambino buono. Storia del bambino cattivo (textos de Mark Twain, traducción de Valentina Vignoli), #logosedizioni, Italia
- 2012, The Story of the Good Little Boy. The Story of the Bad Little Boy (textos de Mark Twain), #logosedizioni, Italia
- 2012, Historia de un niño bueno. Historia de un niño malo (textos de Mark Twain, traducción de Patricia Mayorga), #logosedizioni, Italia
- 2012, Una storia piena di lupi (textos de Roberto Aliaga, traducción de Antonella Lami), #logosedizioni, Italia
- 2012, El rompecabezas (textos de Txabi y Manu Arnal Gil), OQO, España
- 2012, Entresombras y la cabalgata macabra (textos de Roberto Aliaga), Macmillan Education Iberia, España
- 2013, Diego en la Botella (textos de Mar Pavón), Edebé, España
- 2013, Baci che furono e che non furono (textos de David Aceituno, traducción de Antonella Fabbrini), Bulgarini, Italia
- 2013, Pequeño catálogo de instantes de felicidad (textos de Lluis Llort), Lumen, España
- 2014, Piccolo catalogo degli istanti di felicità (textos de Lluis Llort, traducción de Antonella Fabbrini), Bulgarini, Italia
- 2014, Tío lobo (textos de Xosé Ballesteros), Kalandraka, España
- 2014, La màquina de Pessigolles (textos de Elisenda Queralt), la Galera, España
- 2014, Senzaparole (traducción de Valentina Vignoli), #logosedizioni, Italia
- 2014, Senzaparole portfolio, #logosedizioni, Italia
- 2014, Regálame un beso (textos de David Aceituno), Lumen, España
- 2015, La leyenda de Zum (textos de Txabi Arnal), Nubeocho Ediciones, España
- 2015, Calando, #logosedizioni, Italia
- 2015, La leggenda di Zum (textos de Txabi Arnal, traducción de Valentina Vignoli), #logosedizioni, Italia
- 2015, Rompicapo (textos de Txabi y Manu Arnal Gil, traducción de Valentina Vignoli), #logosedizioni, Italia
- 2015, Seguimi! (una storia d’amore che non ha niente di strano) (textos de José Campanari, traducción de Fabio Regattin), #logosedizioni, Italia
- 2016, El detective Lucas Borsalino (textos de Juan Marsé), Alfaguara, España
- 2016, Parque muerte (textos de Fernando Lalana), Edebé, España
- 2016, Cosimo, #logosedizioni, Italia
- 2017, El Mosquito (textos de Margarita del Mazo), Jaguar Ediciones, España
- 2017, Amigos, #logosedizioni, Italia
- 2017, Stop, #logosedizioni, Italia
- 2017, La Zanzara (textos de Margarita del Mazo, traducción de Valentina Vignoli), #logosedizioni, Italia
- 2017, Zak! Una zebra sopra le righe (textos de Cristina Nenna), Valentina edizioni, Italia
- 2018, La vida de los monstruos (textos de David Aceituno), Astronave, España
- 2018, Lucia (traducción al inglés de David Haughton), #logosedizioni, Italia
- 2018, Lo struffallocero blu (textos de Ursula Wölfel, traducción de Valentina Vignoli), #logosedizioni, Italia
- 2019, Chester, el oso extraterrestre (textos de Raquel Garrido), Apila Ediciones, España
- 2019, El libro de la mala suerte (textos de Edu Pez Bohó), Bonito Editorial, España
- 2019, La foca bianca (textos de Rudyard Kipling, traducción de Federico Taibi), #logosedizioni, Italia
- 2019, Grindadráp (textos de Geert Vons, traducción al inglés de David Haughton), #logosedizioni, Italia
- 2019, La foca bianca. Edizione speciale (textos de Rudyard Kipling, traducción de Federico Taibi), #logosedizioni, Italia
- 2020, 할수밖에없는말 (Senzaparole), Salon de l’Illustration, Corea
- 2020, El abecedario de Nico y Arturo (textos de Ana López), A fin de cuentos, España
- 2020, L’Isola del Tesoro (textos de Robert Louis Stevenson, traducción de Alberto Frigo), #logosedizioni, Italia
- 2020, Aquarium (textos de Geert Vons, traducción al inglés de David Haughton), #logosedizioni, Italia
- 2020, Happy Meat, #logosedizioni, Italia
- 2020, Taiji (textos de Geert Vons, traducción al inglés de David Haughton), #logosedizioni, Italia
- 2021, L’Isola del Tesoro. Edizione speciale (textos de Robert Louis Stevenson, traducción de Alberto Frigo), #logosedizioni, Italia
- 2021, Amici per la pelle, #logosedizioni, Italia
- 2021, Il richiamo della foresta (textos de Jack London, traducción de Mirta Cimmino), #logosedizioni, Italia
- 2022, Il canzoniere della Ciopi, #logosedizioni, Italia
- 2022, Shark! (textos de Gert Vons), #logosedizioni, Italia
- 2022, Alfabeto manuale (textos de SegniAmo Bimbi), #logosedizioni, Italia
- 2023, La forza dei forti (textos de Jack London, traduzione di Davide Sapienza), #logosedizioni, Italia
- 2023, Piccolo vocabolario, bebè e genitori (textos de SegniAmo Bimbi), #logosedizioni, Italia
- 2023, Qué solos se quedan los muertos (texto de G.A. Bécquer), Editorial Deméter, España

## Cubiertas
- 2007, Cuentos clásicos I, AA. VV., Pirueta, España
- 2007, Cuentos clásicos II, AA. VV., Pirueta, España
- 2008, Cuentos clásicos III, AA. VV., Pirueta, España
- 2008, Cuentos clásicos IV, AA. VV., Pirueta, España
- 2008, Minotauro. La batalla del laberinto, de Gabriel García de Oro, Ediciones B, España
- 2009, Cuentos clásicos V, AA. VV., Pirueta, España
- 2009, Minotauro. La torre del tiempo, de Gabriel García de Oro, Ediciones B, España
- 2009, La última bruja de Trasmoz, de Cesar Fernandez García, La Galera, España
- 2010, Haroun i el mar de les histories, de Salman Rushdie, Edicions Bromera, España
- 2010, Luka i el foc de la vida, de Salman Rushdie, Edicions Bromera, España
- 2010, Cuentos clásicos VI, AA. VV., Pirueta, España
- 2010, Luzazul, de Carmen Fernández Villalba, la Galera, España
- 2012, Parque muerte, de Fernando Lalana, Edebé, España
- 2014, Cuentos clásicos de la literatura española, AA. VV., Edelvives, España
- 2015, El universo para Ulises, de Juan Carlos Ortega, Planeta, España

## Música
- 2006, Cubierta del CD Facto Delafé y las Flores Azules versus el monstruo de las Ramblas
- 2007, Cubierta del CD En la luz de la mañana, Facto Delafé y las Flores Azules
- 2008, Cubierta del CD Love Battle, CatPeople
- 2011, Cubierta del CD True Love, Là Par Force